# Corretjola de serp
La corretjola de serp (Convolvulus althaeoides) és una espècie botànica de la família de les convolvulàcies que prolifera en marges de camins i erms del Mediterrani; a la Mediterrània oriental apareix amb més freqüència Convolvulus althaeoides subsp. tenuissimus.
És una planta perenne, vellosa, de base llenyosa, amb tiges primes i herbàcies, enfiladissa de fins a un metre de llarg. Fulles alternes clarament peciolades, poliformes, sovint pinnades, almenys les superiors profundament lobades, a la base cordades o lanceolades, de 2-3 cm de llarg i fins a 2,5 cm d'ample. Flors en nombre d'1-3, axil·lars, amb peduncle de fins a 6 cm de llarg, tres sèpals pubescents, punxeguts o roms, de fins a 1 cm de llarg. Corol·la amb els pètals totalment soldats i clarament radiada, de 2,5-4 cm de llarg i 2-3 cm d'ample, de color rosa-lila. El fruit és una càpsula subesfèrica glabra i mucronada, amb una llavor comprimida, convexocòncava, de manera tetragonal arrodonida, molt arrugada, a banda i banda de l'envà mitjà; aquest últim amb una obertura ovoide central.

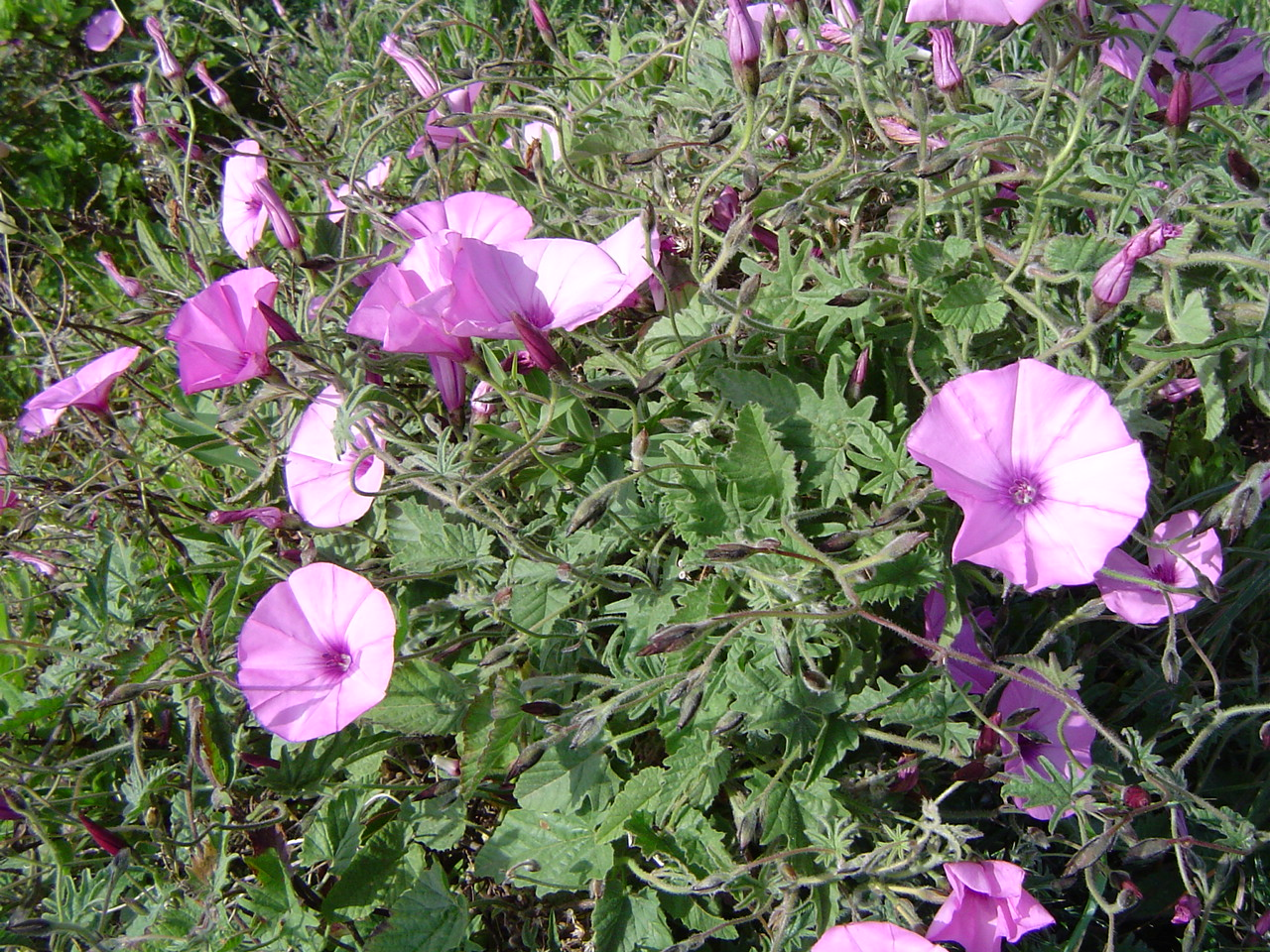
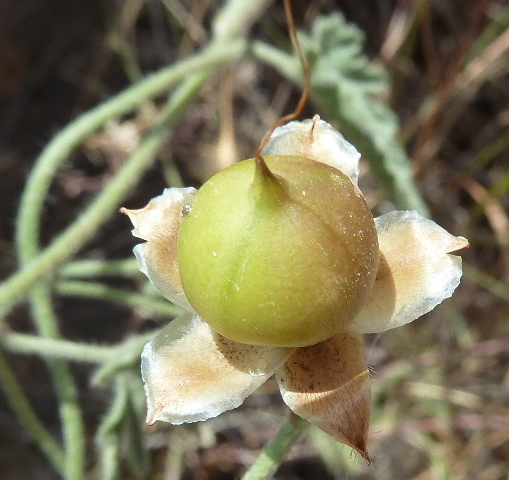
Fruit (càpsula) immadur
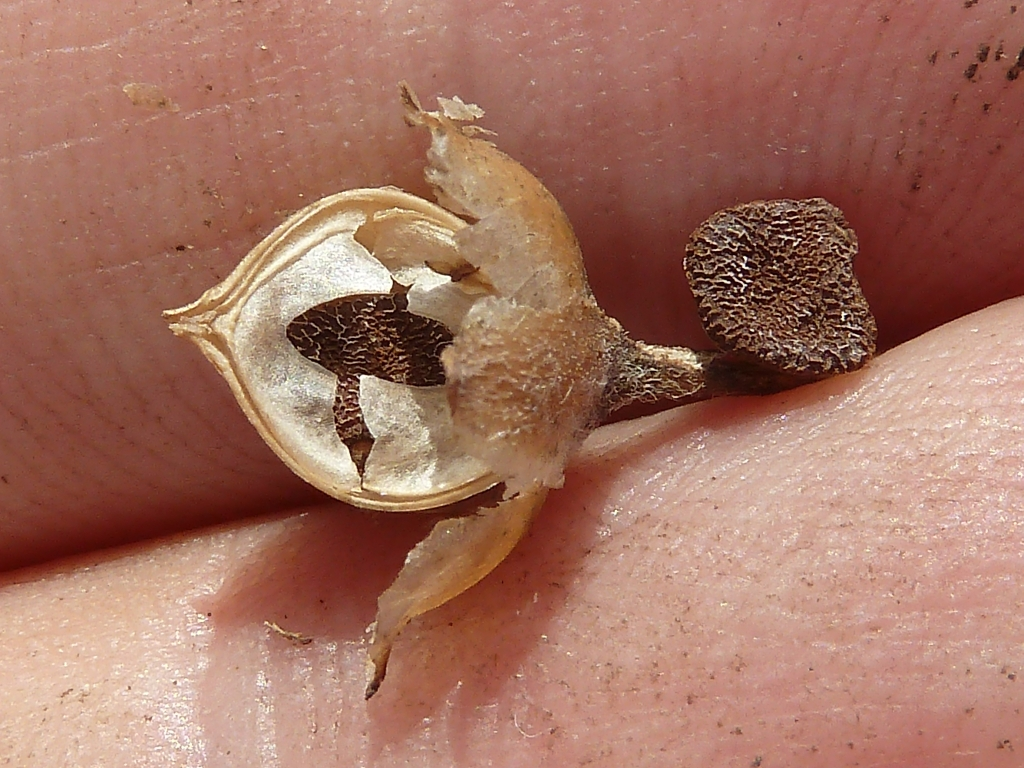
Càpsula madura oberta i llavor